# Harry Solter
Henry Lewis "Harry" Solter (19 de noviembre de 1873-2 de marzo de 1920) fue un actor, guionista y director cinematográfico de nacionalidad estadounidense, activo en la época del cine mudo.

## Biografía
Nacido en Baltimore, Maryland, Solter empezó su carrera de actor en 1908 trabajando para Biograph Studios. Ese mismo año conoció a la actriz Florence Lawrence mientras rodaba Romeo and Juliet para Vitagraph Studios, casándose con ella el 30 de agosto de ese año. En 1909, Solter empezó a trabajar para la productora de Carl Laemmle, Independent Moving Pictures Co. of America, como actor y como director, dirigiendo, a lo largo de los siguientes nueve años, un total de 148 filmes mudos.
En 1912, Harry Solter y su esposa fundaron Victor Studios en Fort Lee (Nueva Jersey), empresa que hubieron de liquidar en 1913, y que pasó a formar parte de la amalgama de compañías que Carl Laemmle fusionó en la colosal Universal Studios. Solter siguió dirigiendo para la nueva compañía hasta 1918, cuando la mala salud le impidió continuar con su trabajo.
Harry Solter falleció en El Paso (Texas), en 1920, a causa de un ictus. Tenía 46 años de edad. Fue enterrado en el Cementerio Baltimore, en Baltimore, Maryland.

## Filmografía

### Director
| - 1909 : Love's Stratagem - 1909 : The Forest Ranger's Daughter - 1909 : Her Generous Way - 1909 : Lest We Forget - 1909 : The Awakening of Bess - 1910 : The Winning Punch - 1910 : The Right of Love - 1910 : The Tide of Fortune - 1910 : Never Again - 1910 : The Coquette's Suitors - 1910 : Justice in the Far North - 1910 : The Blind Man's Tact - 1910 : Jane and the Stranger - 1910 : The Governor's Pardon - 1910 : Mother Love - 1910 : The Broken Oath - 1910 : The Time-Lock Safe - 1910 : His Sick Friend - 1910 : The Stage Note - 1910 : Transfusion - 1910 : The Miser's Daughter - 1910 : His Second Wife - 1910 : The Rosary - 1910 : The Maelstrom - 1910 : The New Shawl - 1910 : Two Men - 1910 : The Doctor's Perfidy - 1910 : The Eternal Triangle - 1910 : A Reno Romance - 1910 : The Nichols on Vacation - 1910 : A Discontented Woman - 1910 : A Self-Made Hero - 1910 : A Game for Two - 1910 : The Call of the Circus - 1910 : Old Heads and Young Hearts - 1910 : The Mistake - 1910 : Bear Ye One Another's Burdens - 1910 : The Irony of Fate - 1910 : Once Upon a Time - 1910 : Among the Roses - 1910 : The Senator's Double - 1910 : The Taming of Jane - 1910 : The Widow - 1910 : The Right Girl - 1910 : Debt - 1910 : Pressed Roses - 1910 : All the World's a Stage - 1910 : The Count of Montebello - 1911 : His Bogus Uncle - 1911 : Age Versus Youth - 1911 : A Show Girl's Stratagem - 1911 : The Test - 1911 : Nan's Diplomacy - 1911 : Vanity and its Cure - 1911 : His Friend, the Burglar - 1911 : The Actress and the Singer - 1911 : Her Artistic Temperament - 1911 : Her Child's Honor - 1911 : The Wife's Awakening - 1911 : Opportunity and the Man - 1911 : The Two Fathers - 1911 : The Hoyden - 1911 : The Sheriff and the Man - 1911 : A Fascinating Bachelor - 1911 : That Awful Brother - 1911 : Her Humble Ministry - 1911 : A Good Turn - 1911 : The State Line - 1911 : A Game of Deception - 1911 : The Professor's Ward - 1911 : Duke De Ribbon Counter - 1911 : Higgenses Versus Judsons - 1911 : The Little Rebel - 1911 : Always a Way - 1911 : The Snare of Society - 1911 : During Cherry Time | - 1911 : The Gypsy - 1911 : Her Two Sons - 1911 : Through Jealous Eyes - 1911 : A Rebellious Blossom - 1911 : The Secret - 1911 : Romance of Pond Cove - 1911 : The Story of Rosie's Rose - 1911 : The Life Saver - 1911 : The Matchmaker - 1911 : The Slavey's Affinity - 1911 : The Maniac - 1911 : A Rural Conqueror - 1911 : One on Reno - 1911 : Aunt Jane's Legacy - 1911 : His Chorus Girl Wife - 1911 : A Blind Deception - 1911 : A Head for Business - 1911 : A Girlish Impulse - 1911 : Art Versus Music - 1911 : The American Girl - 1912 : A Village Romance - 1912 : A Surgeon's Heroism - 1912 : In Swift Waters - 1912 : The Players - 1912 : Not Like Other Girls - 1912 : Taking a Chance - 1912 : The Mill Buyers - 1912 : The Chance Shot - 1912 : Her Cousin Fred - 1912 : The Winning Punch - 1912 : After All - 1912 : All for Love - 1912 : Flo's Discipline - 1912 : The Advent of Jane - 1912 : Tangled Relations - 1912 : Betty's Nightmare - 1912 : The Cross-Roads - 1912 : The Angel of the Studio - 1912 : The Redemption of Riverton - 1912 : Sisters - 1912 : The Lady Leone - 1912 : Owing More - 1913 : The Closed Door - 1913 : The Girl o'the Woods - 1913 : The Spender - 1913 : His Wife's Child - 1913 : Unto the Third Generation - 1913 : Influence of Sympathy - 1913 : A Girl and Her Money - 1914 : The Coryphee - 1914 : The Romance of a Photograph - 1914 : The False Bride - 1914 : The Law's Decree - 1914 : The Stepmother - 1914 : The Honeymooners - 1914 : Diplomatic Flo - 1914 : The Little Mail Carrier - 1914 : Pawns of Destiny - 1914 : A Disenchantment - 1914 : The Bribe - 1914 : The Doctor's Testimony - 1914 : Her Ragged Knight - 1914 : The Mad Man's Ward - 1914 : The Honor of the Humble - 1914 : Counterfeiters - 1914 : A Mysterious Mystery - 1914 : The Woman Who Won - 1916 : A Singular Cynic - 1916 : Blind Man's Bluff - 1917 : The Spotted Lily - 1917 : The Lash of Power - 1917 : Face on the Screen - 1918 : The Wife He Bought |

### Actor

#### 1908
| - A Famous Escape - King of the Cannibal Islands - Hulda's Lovers - The Sculptor's Nightmare - When Knights Were Bold - Thompson's Night Out - Romeo and Juliet - 'Ostler Joe - The Kentuckian - The Stage Rustler - The Tavern Keeper's Daughter, de D. W. Griffith - The Red Man and the Child, de D. W. Griffith - Deceived Slumming Party - The Bandit's Waterloo, de D. W. Griffith - A Calamitous Elopement, de D. W. Griffith - The Greaser's Gauntlet, de D. W. Griffith - The Man and the Woman, de D. W. Griffith - The Fatal Hour, de D. W. Griffith - For Love of Gold, de D. W. Griffith | - Balked at the Altar, de D. W. Griffith - For a Wife's Honor, de D. W. Griffith - Betrayed by a Handprint, de D. W. Griffith - Monday Morning in a Coney Island Police Court - The Girl and the Outlaw, de D. W. Griffith - The Red Girl, de D. W. Griffith - The Heart of O'Yama, de D. W. Griffith - Where the Breakers Roar, de D. W. Griffith - A Smoked Husband, de D. W. Griffith - Richard III - The Stolen Jewels, de D. W. Griffith - The Devil, de D. W. Griffith - The Zulu's Heart, de D. W. Griffith - Father Gets in the Game, de D. W. Griffith - Ingomar, the Barbarian, de D. W. Griffith - The Vaquero's Vow, de D. W. Griffith - The Planter's Wife, de D. W. Griffith - Romance of a Jewess, de D. W. Griffith - The Call of the Wild, de D. W. Griffith - Concealing a Burglar, de D. W. Griffith | - After Many Years, de D. W. Griffith - The Taming of the Shrew, de D. W. Griffith - The Guerrilla, de D. W. Griffith - The Song of the Shirt, de D. W. Griffith - A Woman's Way, de D. W. Griffith - The Clubman and the Tramp, de D. W. Griffith - Money Mad, de D. W. Griffith - The Valet's Wife, de D. W. Griffith - Mrs. Jones Entertains, de D. W. Griffith - The Feud and the Turkey, de D. W. Griffith - The Reckoning, de D. W. Griffith - The Test of Friendship, de D. W. Griffith - An Awful Moment, de D. W. Griffith - The Christmas Burglars, de D. W. Griffith - Mr. Jones at the Ball, de D. W. Griffith - The Helping Hand, de D. W. Griffith |

#### 1909
| - One Touch of Nature, de D. W. Griffith - The Maniac Cook, de D. W. Griffith - The Honor of Thieves, de D. W. Griffith - Love Finds a Way, de D. W. Griffith - The Sacrifice, de D. W. Griffith - A Rural Elopement, de D. W. Griffith - The Criminal Hypnotist, de D. W. Griffith - Mr. Jones Has a Card Party, de D. W. Griffith - The Fascinating Mrs. Francis, de D. W. Griffith - The Welcome Burglar, de D. W. Griffith - The Cord of Life, de D. W. Griffith - The Girls and Daddy, de D. W. Griffith - The Brahma Diamond, de D. W. Griffith - A Wreath in Time, de D. W. Griffith - Tragic Love, de D. W. Griffith - The Curtain Pole, de D. W. Griffith - The Joneses Have Amateur Theatricals, de D. W. Griffith | - The Hindoo Dagger, de D. W. Griffith - At the Altar, de D. W. Griffith - The Prussian Spy, de D. W. Griffith - A Fool's Revenge, de D. W. Griffith - The Roue's Heart, de D. W. Griffith - The Salvation Army Lass, de D. W. Griffith - The Lure of the Gown, de D. W. Griffith - The Deception, de D. W. Griffith - A Burglar's Mistake - A Drunkard's Reformation, de D. W. Griffith - A Troublesome Satchel - Lucky Jim - Tis an Ill Wind That Blows No Good - The Eavesdropper - One Busy Hour - Jones and the Lady Book Agent - The French Duel | - A Baby's Shoe - The Jilt - The Cricket on the Hearth, de D. W. Griffith - What Drink Did - The Violin Maker of Cremona, de D. W. Griffith - The Son's Return - Her First Biscuits - Was Justice Served? - The Cardinal's Conspiracy - The Renunciation - A Convict's Sacrifice - The Slave - They Would Elope - Mr. Jones' Burglar - The Restoration |

#### 1910-1913
| - 1910 : The Rocky Road - 1910 : The Final Settlement - 1910 : The Eternal Triangle | - 1910 : A Summer Tragedy - 1910 : The Iconoclast - 1911 : The Two Paths | - 1913 : The Closed Door |

### Guionista
| - 1908 : The Taming of the Shrew, de D. W. Griffith | - 1914 : Pawns of Destiny |